# Paco Femenía
Paco Femenía es un director de fotografía español, ganador del premio Goya a la mejor fotografía por Sólo quiero caminar en 2008.

## Trayectoria
Trabajó en algunos cortometrajes a finales de la década de los 70 e incluso dirigió uno, De Cáceres en Portugal (1978). Debutó como director de fotografía en el primer largometraje de Pedro Almodóvar Pepi, Luci, Bom y otras chicas del montón (1980). Después de trabajar para TVE volvió al cine, y fue director de fotografía en El hermano bastardo de Dios (1986), Lluvia de otoño (1989), Morirás en Chafarinas (1995) y Nadie hablará de nosotras cuando hayamos muerto (1996), obra que el consagrará profesionalmente.
Trabajó en algunos cortometrajes a finales de la década de los 70 e incluso dirigió uno, De Cáceres en Portugal (1978). Debutó como director de fotografía en el primer largometraje de Pedro Almodóvar Pepi, Luci, Bom y otras chicas del montón (1980). Después de trabajar para TVE volvió al cine, y fue director de fotografía en El hermano bastardo de Dios (1986), Lluvia de otoño (1989), Morirás en Chafarinas (1995) y Nadie hablará de nosotras cuando hayamos muerto (1996).

## Reconocimientos
Por su trabajo a Volavérunt (1999) fue nominado por primera vez al Goya a la mejor fotografía. Fue nominado a los Goya nuevamente por su trabajo a Juana la Loca (2001), Carmen (2003) y Alatriste (2006), y finalmente fue premiado por su tarea en Sólo quiero caminar (2008). El 2017 fue nominado nuevamente al Goya por su trabajo en Oro.